# Желязово
Желя̀зово е село в Югоизточна България, община Камено, област Бургас.

## География
Село Желязово се намира на около 27 km западно от центъра на областния град Бургас, около 16 km югозападно от общинския център Камено и около 16 km север-северозападно от град Средец. Разположено е в Бургаската низина, на около 1,5 km запад-югозападно от възвишението Русин камък, по което се извършват разкопки във връзка с крепостта Русокастрон. Надморската височина при църквата „Свети Димитър“ е около 35 m.
До Желязово води общински път, който е западно отклонение от третокласния републикански път III-539, водещ на юг през селата Русокастро и Дюлево към град Средец, а на север през селата Трояново, Вратица и Караново – към град Айтос.
Землището на село Желязово граничи със землищата на: село Аспарухово на север; село Трояново на североизток; село Русокастро на изток, югоизток и юг; село Сърнево на юг, югозапад и запад.

## История
След Руско-турската война 1877 – 1878 г., по Берлинския договор 1878 г. селото остава в Източна Румелия; присъединено е към България след Съединението през 1885 г.
През 1934 г. селото – с дотогавашно име Демирдѐш, е преименувано на Желязово. До 1950-те – 1960-те години в селото има само българи – християни, след което започват постепенно да се заселват турци – мюсюлмани предимно от община Руен, целта на които е да намерят по-добри условия за живот. Тук те активно участват и работят в структурата на тогавашното ТКЗС.
При избухването на Балканската война в 1912 г. един човек от Демирдеш е доброволец в Македоно-одринското опълчение.
В селото е имало училище, детска градина и читалище, които с намаляването на населението са престанали да действат.

## Население
Населението на село Желязово наброява 501 души при преброяването към 1934 г. и намалява до 242 към 1965 г., наброява 145 души (по текущата демографска статистика за населението) към 2020 г.

### Етнически състав
Преброяване на населението през 2011 г.
Численост и дял на етническите групи според преброяването на населението през 2011 г.:
|                     | Численост |
| Общо                | 190       |
| Българи             | 35        |
| Турци               | 152       |
| Цигани              | -         |
| Други               | -         |
| Не се самоопределят | -         |
| Неотговорили        | 1         |

## Обществени институции
Село Желязово към 2022 г. е център на кметство Желязово.
В село Желязово към 2022 г. има:
- православна църква „Свети Димитър“ (1941 г.);[10]
- джамия.[11]

## Културни и природни забележителности
Както мюсюлманите, така и християните в Желязово спазват обичаите си, почитат и празнуват религиозните си празници. Населението с турска етническа принадлежност е запазило част от народните си обичаи, които намират изява предимно по време на сватби и религиозни празници. Например, носят се специални носии от жените и девойките, води се по специален ритуал сватбената церемония и така нататък.
От близкото възвишение Русин камък се открива отвисоко великолепен изглед към селото и красивите залези. В заобикалящата селото откъм юг и изток Русокастренска река с левия ѝ приток Кьойюдере от запад има условия за риболов.

## Личности
Родени в Желязово
- Георги Анастасов, македоно-одрински опълченец, 30-годишен; от с. Демирдеш, Бургаско; работник: Продоволствен транспорт – МОО; 3.XII.1912 г. – починал неизвестно кога.[12]

Починали в Желязово
- Ямо Стпкчев – Гагавузина (1858 – 1927), български революционер от ВМОРО, роден в Карахлия, Бабаескийско, четник при Лазар Маджаров през 1903 г.[13]